# Памятник Ломоносову (Москва, Моховая улица)
Памятник М. В. Ломоносову на Моховой улице Москвы установлен рядом со зданием факультета журналистики Московского университета в районе Арбат. Нынешний памятник Ломоносову — третий по счёту из стоявших на этом месте.

## История

### Первый памятник
Решение об установке памятника Ломоносову было принято Московским университетом в честь предстоящего празднования его 120-летнего юбилея. Был организован сбор средств на создание памятника, но их хватило только на бронзовый бюст. Этот бюст, автором которого выступил С. И. Иванов, был сделан по образцу мраморного бюста работы Федота Шубина, который изваял наиболее достоверный образ учёного.
Бронзовый бюст Ломоносова был водружён на высокий гранитный пьедестал перед Аудиторным корпусом Московского университета и был торжественно открыт в Татьянин день 24 января (12 января по старому стилю) 1877 г. На открытии памятника выступил с речью ректор университета и историк Сергей Михайлович Соловьёв.
В таком виде памятник простоял до Великой Отечественной войны. Во время очередной бомбардировки Москвы в начале войны рядом с памятником упала авиабомба. Памятник сильно пострадал от осколков бомбы, досталось также от ударной волны взрыва и окружающим строениям. В 1944 году постамент был разобран, а бюст перенесён на парадную лестницу клуба МГУ.

### Второй памятник
Было решено не восстанавливать скромный бюст, а поставить вместо него более монументальную скульптуру. Поэтому в 1945 г. был установлен новый памятник, который выполнил известный скульптор-монументалист С. Д. Меркуров. Памятник изображал молодого Ломоносова и был изваян из недолговечного гипса, тонированного под бронзу. В связи с этим он вскоре пришел в негодность.

### Третий памятник
В 1957 году гипсовый памятник был снят и заменён на современный. Бронзовый памятник выполнен скульптором И. И. Козловским, автор архитектурного оформления — Г. Г. Лебедев. Он стал уже третьим памятником Ломоносову, открытым на этом месте на Моховой улице. Бронзовая фигура имеет высоту 3,6 м. Постамент высотой 5,1 м отделан красным гранитом Токовского месторождения.

Памятник изображает Ломоносова сидящим и опирающимся правой рукой на скамейку, а в левой руке у него рукопись. На высоком постаменте нанесена надпись 
ЛОМОНОСОВ 
 Михаил Васильевич 
1711—1765

## Галерея

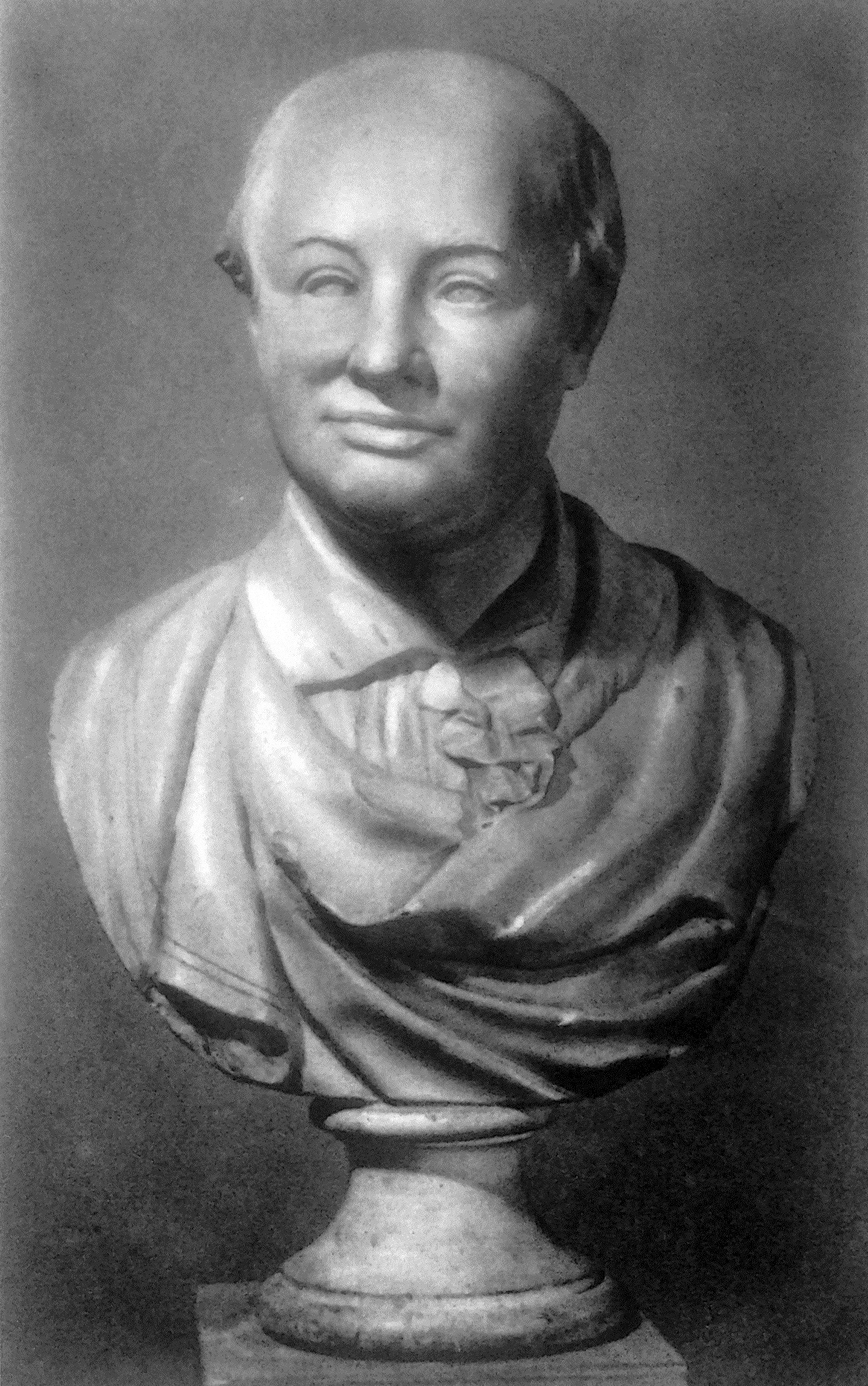
Бюст Ломоносова работы Ф. И. Шубина, ставший образцом для первого памятника Ломоносову.
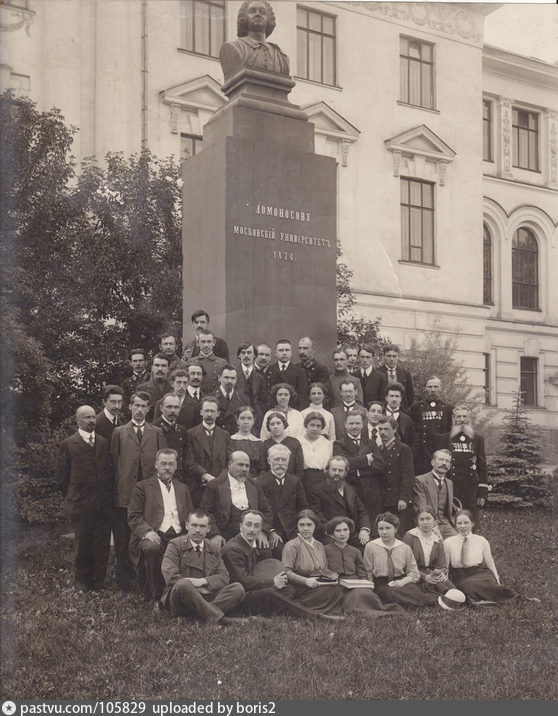
Группа студентов и преподавателей МГУ перед бюстом Ломоносову во дворе Аудиторного корпуса на Моховой улице. 1913 год.
Памятник работы Меркурова (1945—1957).